# Earl Monroe
Vernon Earl Monroe (Filadelfia, Pensilvania, 21 de noviembre de 1944) es un exjugador de baloncesto estadounidense que disputó trece temporadas en la NBA. Con 1,91 metros de altura jugaba en la posición de base.

## Trayectoria deportiva

### Universidad
Monroe jugó cuatro temporadas con los Rams de la pequeña Universidad de Winston-Salem State, en el estado de Carolina del Norte, perteneciente a la segunda división de la NCAA. Tras un flojo primer año, anotando tan solo 7 puntos por partido, su participación fue haciéndose mayor, y en su último año de carrera presentó unas espectaculares estadísticas de 41,5 puntos y 6,7 rebotes, que lo llevaron a ser considerado mejor jugador del año de la División 2 de la liga universitaria, ganando su equipo el título ese mismo año.

### NBA
Fue elegido en la primera ronda del Draft de la NBA de 1967, en la segunda opción, por los Baltimore Bullets. No defraudó, y en su primer año fue elegido Rookie del año, tras promediar 24,3 puntos, 5,3 rebotes y 4,3 asistencias, incluyendo una estratosférica actuación contra Los Angeles Lakers en la que anotó 56 puntos, la tercera mejor marca en un partido para un novato en toda la historia de la NBA. 
En esos primeros años en Baltimore formó una excelente pareja con Wes Unseld, y llegaron a disputar la final del campeonato en 1971.
A principios de la temporada 1971-72 fue traspasado a los Knicks de Nueva York, y allí coincidió con otro gran jugador, Walt Frazier, con el cual formó uno de los mejores backcourt, o pareja de base-escolta, de todos los tiempos. Juntos consiguieron el título de la NBA en 1973. 
Tras 9 años en la ciudad de los rascacielos, Monroe se retiró en 1980 a causa de una lesión en la rodilla.

## Estadísticas de su carrera en la NBA
|  | Denota temporada en la que ganó un campeonato de la NBA |

### Temporada regular
| Año      | Equipo    | PJ  | PT | MPP  | %TC  | %3P | %TL  | RPP | APP | ROB | TPP | PPP  |
| -------- | --------- | --- | -- | ---- | ---- | --- | ---- | --- | --- | --- | --- | ---- |
| 1967-68  | Baltimore | 82  |    | 36.7 | .453 |     | .781 | 5.7 | 4.3 |     |     | 24.3 |
| 1968-69  | Baltimore | 80  |    | 38.4 | .440 |     | .768 | 3.5 | 4.9 |     |     | 25.8 |
| 1969-70  | Baltimore | 82  |    | 37.2 | .446 |     | .830 | 3.1 | 4.9 |     |     | 23.4 |
| 1970-71  | Baltimore | 81  |    | 35.1 | .442 |     | .802 | 2.6 | 4.4 |     |     | 21.4 |
| 1971-72  | Baltimore | 3   |    | 34.3 | .406 |     | .722 | 2.7 | 3.3 |     |     | 21.7 |
| 1971-72  | New York  | 60  |    | 20.6 | .436 |     | .786 | 1.5 | 2.2 |     |     | 11.4 |
| 1972-73  | New York  | 75  |    | 31.6 | .488 |     | .822 | 3.3 | 3.8 |     |     | 15.5 |
| 1973-74  | New York  | 41  |    | 29.1 | .468 |     | .823 | 3.0 | 2.7 | .8  | .5  | 14.0 |
| 1974-75  | New York  | 78  |    | 36.1 | .457 |     | .827 | 4.2 | 3.5 | 1.4 | .4  | 20.9 |
| 1975-76  | New York  | 76  |    | 38.0 | .478 |     | .787 | 3.6 | 4.0 | 1.5 | .3  | 20.7 |
| 1976-77  | New York  | 77  |    | 34.5 | .517 |     | .839 | 2.9 | 4.8 | 1.2 | .3  | 19.9 |
| 1977-78  | New York  | 76  |    | 31.2 | .495 |     | .832 | 2.4 | 4.8 | .8  | .3  | 17.8 |
| 1978-79  | New York  | 64  |    | 21.8 | .471 |     | .838 | 1.2 | 3.0 | .8  | .1  | 12.3 |
| 1979-80  | New York  | 51  |    | 12.4 | .457 |     | .875 | .7  | 1.3 | .4  | .1  | 7.4  |
| Total    | Total     | 926 | ?  | 32.0 | .464 |     | .807 | 3.0 | 3.9 | 1.0 | .3  | 18.8 |
| All-Star | All-Star  | 4   | 3  | 21.3 | .359 |     | .706 | 3.0 | 2.8 | .3  | .0  | 10.0 |

### Playoffs
| Año   | Equipo    | PJ | PT | MPP  | %TC  | %3P | %TL  | RPP | APP | ROB | TPP | PPP  |
| ----- | --------- | -- | -- | ---- | ---- | --- | ---- | --- | --- | --- | --- | ---- |
| 1969  | Baltimore | 4  |    | 42.8 | .386 |     | .806 | 5.3 | 4.0 |     |     | 28.3 |
| 1970  | Baltimore | 7  |    | 42.7 | .481 |     | .800 | 3.3 | 4.0 |     |     | 28.0 |
| 1971  | Baltimore | 18 |    | 37.3 | .407 |     | .793 | 3.6 | 4.1 |     |     | 22.1 |
| 1972  | New York  | 16 |    | 26.8 | .411 |     | .789 | 2.8 | 2.9 |     |     | 12.3 |
| 1973  | New York  | 16 |    | 31.5 | .526 |     | .750 | 3.2 | 3.2 |     |     | 16.1 |
| 1974  | New York  | 12 |    | 33.9 | .491 |     | .855 | 4.0 | 2.1 | .7  | .8  | 17.4 |
| 1975  | New York  | 3  |    | 29.7 | .267 |     | .818 | 3.0 | 2.0 | 1.3 | .7  | 14.0 |
| 1978  | New York  | 6  |    | 24.2 | .387 |     | .611 | 0.8 | 2.8 | 1.0 | .0  | 9.8  |
| Total | Total     | 82 | ?  | 33.1 | .439 |     | .791 | 3.2 | 3.2 | .9  | .5  | 17.9 |

## Vida personal
Monroe tiene un hijo, Rodney, y una hija, Maya. Rodney Monroe jugó en los Atlanta Hawks tras un brillante paso por la Universidad de North Carolina State y Maya es entrenadora de instituto y universidad.
En 1980 y 1981, tuvo un contrato con Jordache para la firma de una línea de zapatillas con su apodo, "Pearl", bordadas.
Fue nombrado comisionado de la United States Basketball League en 1985.
En octubre de 2005, abrió un restaurante en Nueva York, llamado "Earl Monroe's Restaurant & Pearl Club". Sin embargo, le retiraron la licencia y cambió el nombre a "The River Room".
Desde 2009 posee su propio sello discográfico en Nueva York, llamado Reverse Spin Records.
En 2012, lanzó una empresa de caramelos, llamada "NBA Candy Store".
Ha sido conferenciante para el American Heart Association junto a Walt "Clyde" Frazier. También para el sitio web Merck's Journey for Control para el control de la diabetes, en la campaña: "Diabetes Restaurant Month!".
En la película de Spike Lee He Got Game de 1998, Jake Shuttlesworth (Denzel Washington) le dice a su hijo, Jesus Shuttlesworth (Ray Allen), que el nombre se lo puso por el apodo de Monroe: "Jesus".
Ha sido comentarista deportivo en el Madison Square Garden.

### Trabajo social
Durante la década de los 80, Earl extendió su legado fuera de las canchas para crear la Earl Monroe Academy, un programa de verano enfocado en educar a los niños mediante el deporte.
Monroe también ha participado activamente en varios programas comunitarios, por lo que ha recibido muchos honores por estas actividades comunitarias "fuera de la cancha", incluyendo el Harlem Professionals Inspirational Award, el Most Outstanding Model for American Youth, el YMCA Premio a la Ciudadanía y el Premio al Deportista del Año de la Gran Manzana.
El 30 de agosto de 2021, inauguró la Earl Monroe New Renaissance Basketball School, el primer instituto especializado en baloncesto de Estados Unidos. Este instituto sin ánimo de lucro abrirá temporalmente en el área de Pelham Bay, en el Bronx de Nueva York, antes de ubicarse de forma permanente en Mott Haven en el año 2024.

## Logros y reconocimientos
- Rookie del año (1968).
- Mejor quinteto de rookies (1968).
- Mejor quinteto de la NBA (1969).
- 4 veces All Star (1969, 1971, 1975, 1977).
- Campeón de la NBA (1973).
- Elegido uno de los 50 mejores jugadores de la historia en 1996.
- Miembro del Basketball Hall of Fame desde 1990.
- La camiseta con el número 15 fue retirada por los  Knicks en su honor.
- En 2005, el equipo de la recién creada liga ABA, Baltimore Pearls, eligió su nombre en su honor.
- La camiseta con el número 10 con la que jugó en Baltimore fue retirada por Washington Wizards en 2007.[8]
- Elegido en el Equipo del 75 aniversario de la NBA en 2021.